# Göteborgs fria nationalister
Göteborgs fria nationalister (GFN), är en nynazistisk grupp som bildades i Torslanda i slutet av 2004. Gruppen är del av ett bredare nazistiskt aktivistnätverk som går under namnet Fria nationalister. De har nära band till webbtidningen Info-14 och de båda grupperna samarbetar ofta med varandra; nätverket Fria nationalister bildades exempelvis på initiativ av Info-14. I samband med det nya nätverkets bildande bytte gruppen, efter en tids planering, namn från Göteborgs fria nationalister till Fria nationalister Göteborg.
Göteborgs fria nationalister uppmärksammades för första gången i samband med två överfall i Göteborg den 2 april 2005, då namnet användes officiellt. Aktivismen hade vid tidpunkten pågått sedan länge, dock utan ett officiellt namn. Namnförslaget gavs av Info-14-ankutne Timmy Grohs. Info-14 var även de som först använde namnet om gruppen. Efter överfallen i Göteborg, som innefattade grov misshandel publicerade Info-14 en artikel där de beskrev händelsen som "våldsamma tillrättavisningar" av "kommunister". Info-14:s ledare Robert Vesterlund arrangerade därefter, genom Gula korset, ekonomiskt stöd till de åtalade.
Man har officiellt deltagit i en rad nynazistiska manifestationer, inklusive Folkets marsch i juni 2005 då gruppen fanns representerade med egen banderoll, Heßmarsch i augusti 2005, och Nordiska festivalen där en representant närvarade. Gruppen har utöver attacken i Göteborg i april 2005 varit inblandade i en annan uppmärksammad händelse. Under en demonstration i Göteborg sommaren 2006, mot Israels angrepp mot Libanon, avvisades ett femtiotal högerextremister av polisen, efter att denna identifierat flera av personerna som nationaldemokrater och medlemmar ur Göteborgs fria nationalister.
Antalet medlemmar i gruppen är enligt vissa uppskattningar mellan tjugo och fyrtio, vilket innebär att det är den största nazistiska grupperingen i Göteborg. Gruppens paroll är "Gatuherravälde - Frihetskamp - Nationalism". Man har en egen musikgrupp vid namn Titania.
I slutet av augusti 2008 uppmärksammades att en aktivist ur gruppen under en tid lämnat information till Antifascistisk aktion om nätverket.